# Роянов В'ячеслав Олександрович

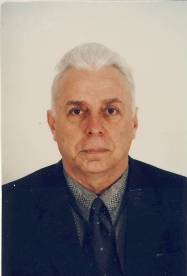
Роянов В'ячеслав Олександрович

В'ячеслав Олександрович Роянов (15 серпня 1941, Маріуполь — березень 2022, там же) — український учений у галузі зварювання й споріднених технологій. Доктор технічних наук, професор. Академік АН ВШ України з 1996 р.

## Біографія
Народився р. в м. Маріуполі. Закінчив Жданівський металургійний інститут (1963). З 1963 р. працює в цьому інституті (тепер — Приазовський державний технічний університет, ПДТУ). В 1969 р. захистив у КПІ канд. дисертацію на тему «Фізичні умови взаємодії металу і шлаку при електродуговому зварюванні та наплавленні під керамічними флюсами». У 1990 р. була захищена докторська дисертація на тему «Теоретичні основи створення і промислове освоєння порошкових дротів для електродугового напилювання покриттів з поліпшеними технологічними властивостями». З 1993 р. — проректор з навчальної роботи ПДТУ, у 1995—2003 рр. — перший проректор ПДТУ. Був — завідувачем кафедри устаткування і технології зварювального виробництва ПДТУ.
Помер в бомбосховищі університету внаслідок російського повномасштабного вторгнення в березні 2022 року. Був похований на території університету (пізніше перепохований).

## Наукова діяльність
Науковий напрям — розробка матеріалів і технологій для нанесення на робочі поверхні деталей механізмів і машин покриттів з поліпшеними властивостями методами наплавлення і газотермічного напилення. В 1985—2000 рр. організував промислове виробництво порошкових дротів на Дослідному заводі зварювальних матеріалів (Дніпропетровськ). Розроблені порошкові дроти для електродугового напилення впроваджені в Київському об'єднанні «Київтрактородеталь», на авторемонтних підприємствах багатьох міст колишнього СРСР. Створені цехи з відновлення колінчастих валів у м. Докучаєвськ і смт Володарське.
Опублікував 124 наукові праці. Серед них підручники, навчальні посібники та монографії: «Дефекти у зварних з'єднаннях та покриттях» (2001, у співавторстві); «Сварка. Введение в специальность» (2001, у співавторстві); «Ремонт машин з використанням зварювання і споріднених технологій» (2001, у співавторстві); «Металургія (проблеми, теорія, технологія, якість)» (2005, у співавторстві). Отримав 9 авторських свідоцтв і патентів.
Підготував 2 кандидатів і 2 докторів технічних наук. Академік Міжнародної кадрової академії.

## Нагороди
Нагороджений відзнакою Петра Могили МОН України.